# حسین نجفی
حسین نجفی (زاده ۱۳۰۲ در اصفهان) وزیر دادگستری در دولت‌های جعفر شریف امامی و غلامرضا ازهاری از ۷ آبان تا ۱۲ دی ۱۳۵۷ بود. وی برای مدت کوتاهی نیز در منصب دادستان کل کشور در همان سال قرار داشت.

## تولد و تحصیلات
حسین نجفی در سال ۱۳۰۲ در اصفهان به دنیا آمد. او دورهٔ تحصیلات متوسطه را در رشتهٔ طبیعی در اصفهان به پایان برد و در آزمون ورودی دانشگاه تهران، هم در رشتهٔ حقوق و هم در رشتهٔ پزشکی توانست جواز ورود به دانشگاه را به دست آورد که او رشتهٔ حقوق را انتخاب کرد. نجفی رشتهٔ حقوق قضایی را در دانشکدهٔ حقوق و علوم سیاسی دانشگاه تهران تا مقطع دکتری ادامه داد.

## فعالیت‌های اداری
حسین نجفی در سال ۱۳۲۵ به وزارت دادگستری پیوست و در این وزارتخانه مشاغلی مانند: دادرس علی‌البدل شهرستان اصفهان، رئیس دادگاه بخش شهرضا، بازپرس اصفهان، رئیس دادگاه بخش یزد، دادیار دادسرای تهران، مستشار دادگاه تهران، بازپرس دادسرای تهران، رئیس شعبهٔ ۸ دادگاه شهرستان تهران، مستشار دادگاه استان، رئیس شعبهٔ ۶ دادگاه استان، دادستان دیوان کیفر کارکنان دولت، مستشار دیوان عالی کشور، رئیس شعبهٔ ۹ دیوان عالی کشور خدمت کرد و سرانجام به مسئولیت‌های دادستانی کل کشور و وزارت دادگستری گمارده شد.
دکتر نجفی همچنین در دانشگاه ملی ایران به تدریس دروس حقوق مدنی و دوره‌های کارآموزی قضایی پرداخت.